# ملیتا رون
ملیتا رون (به انگلیسی: Melita Ruhn) ژیمناست زادهٔ ۱۹ آوریل ۱۹۶۵ میلادی اهل کشور رومانی است.